# Nucleósido monofosfato quinasa
En enzimología, una nucleósido fosfato quinasa (EC 2.7.4.4) es una enzima que cataliza la reacción química
```
ATP + nucleósido fosfato 
⇌
 ADP + nucleósido difosfato
```

Así, los dos sustratos de esta enzima son ATP y nucleósido monofosfato, mientras que sus dos productos son ADP y nucleósido difosfato.
Esta enzima pertenece a la familia de las transferasas, concretamente a las que transfieren grupos que contienen fósforo (fosfotransferasas) con un grupo fosfato como aceptor. El nombre sistemático de esta clase de enzimas es ATP:nucleósido-fosfato fosfotransferasa. Esta enzima también se denomina NMP-quinasa o nucleósido-monofosfato quinasa.

## Estructura

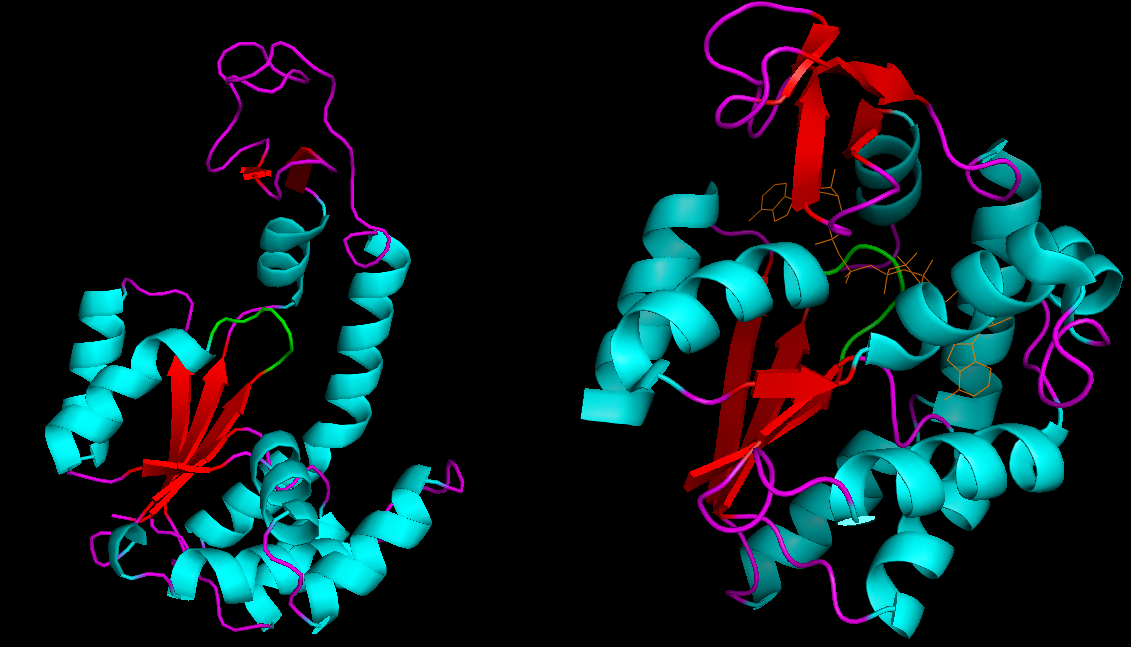
La adenilato quinasa, un ejemplo de nucleósido-fosfato quinasa, se muestra aquí en una conformación abierta, no unida (izquierda) y con el dominio de la tapa cerrado alrededor de Ap5A (derecha). El bucle P aparece en verde y Ap5A en naranja.

Se han resuelto varias estructuras cristalinas de esta clase de enzimas, revelando que comparten un dominio común de unión al ATP. Esta sección de la enzima se conoce comúnmente como bucle P, en referencia a su interacción con los grupos fosforilo del ATP. Este dominio de unión también consiste en una lámina β flanqueada por hélices α.
El [bucle P] suele tener la secuencia de aminoácidos Gly-X-X-X-X-Gly-Lys. Secuencias similares se encuentran en muchas otras proteínas de unión a nucleótidos. 

## Mecanismo

### Interacción con iones metálicos
Para permitir la interacción con esta clase de enzimas, el ATP debe unirse primero a un ion metálico como el magnesio o el manganeso. El ion metálico forma un complejo con el grupo fosforilo, así como con varias moléculas de agua. Estas moléculas de agua forman entonces enlaces de hidrógeno con un residuo de aspartato conservado en la enzima.
La interacción del ion metálico facilita la unión al mantener la molécula de ATP en una posición que permite la unión específica al sitio activo y al proporcionar puntos adicionales para la unión entre el sustrato y la enzima. Esto aumenta la energía de unión.

### Cambios conformacionales
La unión del ATP hace que el bucle P se mueva, lo que a su vez hace que el dominio de la tapa baje y fije el ATP en su sitio La unión del nucleósido monofosfato induce más cambios que hacen que la enzima sea catalíticamente capaz de facilitar una transferencia del grupo fosforilo del ATP al nucleósido monofosfato.
La necesidad de estos cambios conformacionales evita la hidrólisis del ATP.
Este mecanismo enzimático es un ejemplo de catálisis por aproximación: la nucleósido-fosfato quinasa une los sustratos para juntarlos en la posición correcta para que se transfiera el grupo fosforilo. 

## Función biológica
Dominios catalíticos similares están presentes en varias proteínas, incluyendo:
- ATP sintasa
- Miosina y otras proteínas motoras moleculares
- Proteína G y otras proteínas implicadas en la transducción de señales
- Helicasas para desenrollar ADN y ARN
- Metabolismo de la pirimidina

## Evolución
Cuando se realizó un árbol filogenético compuesto por miembros de la familia de las nucleósido-fosfato cinasas, se demostró que estas enzimas habían divergido originalmente a partir de un ancestro común en variedades largas y cortas. Este primer cambio fue drástico: la estructura tridimensional del dominio de la tapa cambió significativamente.
Tras la evolución de las variedades larga y corta de las NMP-cinasas, cambios menores en las secuencias de aminoácidos dieron lugar a la diferenciación de la localización subcelular.